# Tricheilostoma
Tricheilostoma — рід змій родини струнких сліпунів (Leptotyphlopidae). Представники цього роду мешкають в Африці на південь від Сахари.

## Види
Рід Tricheilostoma нараховує 6 видів:
- Tricheilostoma bicolor (Jan, 1860)
- Tricheilostoma broadleyi (Wallach & Hahn, 1997)
- Tricheilostoma dissimilis (Bocage, 1886)
- Tricheilostoma greenwelli (Wallach & Boundy, 2005)
- Tricheilostoma kongoensis J.-F. Trape, 2019
- Tricheilostoma sundewalli (Jan, 1862)

## Етимологія
Наукова назва роду Tricheilostoma походить від сполучення слів дав.-гр. τρι — три, χειλος — губа і στομα — рот.